# Giuseppe Nardelli
Giuseppe Nardelli (Serracapriola, 17 luglio 1965) è un militare italiano, brigadiere capo, decorato con medaglia d'oro al valor civile per il soccorso prestato in occasione del terremoto del Molise del 2002.
In tale occasione la stessa onorificenza è stata conferita anche ad altri militari dell'Arma: Brigadiere Matteo Colapietra, Appuntato Antonio Marciello, Appuntato Michele Di Lella, Appuntato Domenico Di Carlo, Carabiniere Scelto Carmelo Rossetti.